# Fabrica de pălării din Iosefin
Fabrica de pălării PALTIM (în germană Hutfabrik in der Josefstadt sau Hutfabrik Paltim) a fost o fabrică din Timișoara.

## Istoria
Fabrica de pălării a fost construită probabil în anii 1882-1899, sursele variază în funcție de anul întemeierii. Unele surse spun 1882, 1896  și 1899 . Capitalul pentru proiect a fost de 1.5 milioane de coroane, unde fondatorul companiei PALTIM, Philip Lenstein, a reușit să atragă 600.000 de coroane de către antreprenorii de capital austrieci Faller, Pieck și Riecken. PALTIM a fost prima fabrică de pălării din sud-estul Europei.
Acest stabiliment industrial a fost completat în 1900. La scurt timp după înființare, sunt menționate cifre de producție zilnice de 650 duzini de bumbac și 80 de zeci de blană de iepure. Fabrica avea un motor cu aburi cu o capacitate de 20 de cai putere. Numărul angajaților a fost cuprins între 480 și 500, dintre care 70 % erau femei. Căptușeala se exporta în întreaga Europă, dar și în America de Nord și de Sud. În timpul Primului Război Mondial, PALTIM a făcut pălării și cizme pentru armata austro-ungară. Muncitorii aveau acces la o baie publică, o cantină și un salon.
Gama originală de produse a fost alăturată în 1952 prin investiții în pălării de tip civil și militar ale companiei. Fabrica a fost singura din România ce crea aceste produse. În 1972, PALTIM a început să producă și căști de protecție. Între 1948 și 1990, compania a fost naționalizată, dar în 1990 a revenit proprietate privată. Procesul de privatizare a fost achiziționat în 1995, cu un capital social de 3.754.754.000 de lei. O parte a companiei a fost preluată de sindicatul muncitorilor.
În 2006, peste 60 % din acțiuni au fost preluate de SC "Romarta" SA din București. În același an, ultima pălărie a fost produsă înainte ca ultimii 140 de lucrători să părăsească fabrica în anul următor. Cel mai recent, aici s-au făcut pălării și șepci din lână, bumbac și blană de iepure, pălării din termoplastic, mănuși și eșarfe din diverse țesături.
Ulterior, achiziția a fost urmată de un fond american de investiții imobiliare. Astăzi, fabrica este folosită de artiști ca studio și loc de întâlnire.

## Filiala din Periam
Pe lângă fabrica de pălării din Timișoara, o altă se găsea aproximativ la 40 de kilometri nord-vest, în Periam. În 1865, moșierul Johann Wohl producea primele pălării aici. În anii următori, Johann Rudach a pus piatra de temelie a fabricii locale iar în 1892 a început producția. Acționarul principal a fost Ioan Korber.  Aici, printre altele, marca de pălărie Korber a fost fabricată sub numele Lux Periam. În urma naționalizării din epoca comunisă, filiala din Periam a fost repartizată ca sucursală a uzinei din Timișoara.
Producția a fost întreruptă la sfârșitul anului 1996, dar a fost reluată în aprilie 1997. Fabrica a fost închisă în data de 1 august 2006.

## Filmografie
- Fabrica de pălării - Timișoara (1921).